# Ctenotus brooksi
Ctenotus brooksi este o specie de șopârle din genul Ctenotus, familia Scincidae, descrisă de Loveridge 1933.

## Subspecii
Această specie cuprinde următoarele subspecii:
- C. b. aranda
- C. b. brooksi
- C. b. euclae
- C. b. iridis
- C. b. taeniatus